# ゲルマン語基層言語説
ゲルマン語基層言語説（Germanic substrate hypothesis）は、ゲルマン祖語の成立において、非印欧語の基層言語が存在したという説である。インド・ヨーロッパ語族の文脈の中でゲルマン語の独特の性質を説明しようとするもので、他のインド・ヨーロッパ語族では認識されていないように見える一般的なゲルマン祖語の語彙と構文の要素に基づき、ゲルマン祖語は非インド・ヨーロッパ語族の基層言語を包含したクレオール言語または接触言語であると主張する。
非印欧語が基層として存在しているという説は、1932年にSigmund Feistによって最初に提案された。彼は、ゲルマン祖語の語彙要素の約3分の1が非インド・ヨーロッパ語族の語彙に由来しており、ゲルマン祖語の語形変化の減少が基層言語とのピジン化によって生じたと推定した。グリムの法則が基層言語集団の母語転移の結果だという主張もある。
どの考古文化の人々が基層言語の担い手であるかは、議論と研究が続いている。基層言語集団の文化の候補には、マグレモーゼ文化、ノルトヴェストブロック文化、およびファネルビーカー文化だけでなく、ハンブルク文化やリンコンビアン・ラニシアン・エルツマノウィッチ文化などの北ヨーロッパの古い文化も含まれる。